# Дрогобицько-Стрийське футбольне протистояння
Підгірська копанка[джерело?] — це головне футбольне протистояння двох найбільших міст Підгір'я, яке тягнеться уже більше 100 років[джерело?]. Сьогодні інтереси Дрогобича представляє МФК «Галичина», а Стрия — ФК «Скала-1911».

## Навколофутбол
Чітко сформованих відносин між дрогобицькими та стрийськими ультрасами нема, хоча обидва рухи є ультраправого толку. Імовірно вони ближче до дружніх, ніж ворожих, адже значних сутичок на матчах не було помічено.

## До 1918
Перша задокументована зустріч між дрогобичанами та стрийками, яка і вважається початком протистояння, датується 12 червня 1910 роком, коли в Дрогобичі відбувся матч між місцевою «Аттікою» та стрийською «Погоню».
Матч закінчився без сенсації – стрийки виграли 0:13. І не дивно, адже поки Дрогобичу прийдеться чекати ще десятиліття до футбольного буму, у Стрию він вже як декілька років набирав обертів.

## 1918-1939
Дрогобицькі та стрийські клуби неодноразово зустрічалися в різних класах Львівської окружної ліги.
У серпні 1938 року «Скала» зустрілася з «Ватрою» у фіналі Ювілейного турніру «Просвіти», що проходив у Бориславі. Тоді дрогобичани поступилися 4:0.

### Матчі
| №  | Дата              | Турнір                        | Господарі | Рахунок | Гості    | Голи     | Стадіон       | Глядачів |
| 1  | травень 1927      | товариський                   | «Польмін» | 11:0    | WKS      | невідомо | *(«Каменяр»)  | невідомо |
| 2  | 2 липня 1933      | товариський                   | «Бейтар»  | 1:4     | «Погонь» | невідомо | «Бейтар»      | 1500     |
| 2  | 1937              | Чемпіонат Львівського ОФС     | «Юнак»    | 3:0     | «Погонь» | невідомо | *(«Галичина») | невідомо |
| 3  | 1938              | Чемпіонат Львівського ОФС     | «Погонь»  | 3:3     | «Юнак»   | невідомо | «Йордана»     | невідомо |
| 4  | 26 червня 1938    | Клас «Б» ЛОЛ                  | «Ватра»   | 3:2     | РКС      | невідомо | *(«Галичина») | невідомо |
| 5  | 26 червня 1938    | Клас «Б» ЛОЛ                  | «Скала»   | 2:3     | ТУР      | невідомо | «Йордана»     | невідомо |
| 6  | 3 липня 1938      | Клас «Б» ЛОЛ                  | РКС       | 2:5     | «Ватра»  | невідомо | «Йордана»     | невідомо |
| 7  | 3 липня 1938      | Клас «Б» ЛОЛ                  | ТУР       | 3:1     | «Скала»  | невідомо | *(«Галичина») | невідомо |
| 8  | 21 серпня 1938    | Турнір «Просвіти» в Бориславі | «Скала»   | 4:0     | «Ватра»  | невідомо | невідомо      | невідомо |
| 9  | 30 вересня 1938   | Клас «А» ЛОЛ                  | «Скала»   | 1:0     | «Бейтар» | невідомо | «Йордана»     | невідомо |
| 11 | 13 жовтня 1938    | Клас «А» ЛОЛ                  | «Скала»   | 1:3     | ТУР      | невідомо | «Йордана»     | невідомо |
| 12 | 13 листопада 1938 | Чемпіонат Львівського ОФС     | «Юнак»    | 2:0     | «Погонь» | невідомо | *(«Галичина») | невідомо |
| 13 | березень 1939     | Чемпіонат Львівського ОФС     | «Погонь»  | 1:1     | «Юнак»   | невідомо | «Йордана»     | невідомо |
| 14 | 21 травень 1939   | Клас «А» ЛОЛ                  | ТУР       | 4:0     | «Скала»  | невідомо | *(«Галичина») | невідомо |
| 15 | 8 червня 1939     | Клас «А» ЛОЛ                  | «Бейтар»  | 1:1     | «Скала»  | невідомо | «Бейтар»      | невідомо |

## 1939-1991
Після приходу радянської влади, як і всіх містах Західної України, почалася систематична ліквідація національних спортивних товариств та заміна їх на філії всесоюзних. Так у Стрию та Дрогобичі відкрили філії товариств «Нафтовик» та «Спартак», але тільки в Стрию філію «Локомотива», а Дрогобичі – «Динамо».
Під час Другої світової війни, яка поглинула всю Україну, на території німецького Дистрикту Галичина було відновлено значну кількість колишніх спорттовариств із яких у 1942 році було організовано Чемпіонат Галичини з футболу, яким опікувався Український центральний комітет. Сам чемпіонат розпочався тільки в 1943 році та існував менше двох сезонів.
Саме рамках сезону 1944 року, який так і не закінчили, 25 червня відбулася гра міждебютантом турніру – дрогобицькою «Ватрою» та минулорічним чемпіоном – стрийською «Скалою». Попри статус, «Скала» поступилась 4:3, а «Ватру» протягом сезону визнали достроковим чемпіоном. Вже 5 серпня радянські війська вступають до Стрия, а 6 серпня до Дрогобича.
Відкидаючи те, що дрогобичани та стрийки могли цілком зустрітися рамках Чемпіонату Дрогобицької області, який проходив з 1940 року, перша відома зустріч за Радянського союзу відбулася 1949 року, коли дрогобицьке «Динамо» приїхало в гості до стрийського «Нафтовика», що пройшло рамках Чемпіонату УРСР серед КФК. Тоді господарі перемогли 3:1, посівши друге місце в 10 зоні.
Майбутньому дрогобицькі «Нафтовик»-«Спартак» та стрийські «Нафтовик»-«Авангард»-«Локомотив» не один раз будуть ділити між собою призові місця Чемпіонату Дрогобицької області. Так Дрогобич має +/- 8 золотих (1946, 1951, 1953, 1954, 1955, 1956, 1958, 1959 (?)) та одну бронзову (1952) медалей, а Стрий +/- 2 золоті (1940, 1959(?)), 4 срібні (1950, 1953, 1954, 1958), 2 бронзи (1950, 1957) медалі.
Останнім у радянській епосі став матч 1988 року в Стрию, що проходив у рамках Чемпіонату Львівської області. Тоді стрийський «Машинобудівник» переміг дрогобицький «Авангард»(?) із рахунком 2:1.

### Матчі
| №  | Дата           | Турнір                                | Господарі        | Рахунок | Гості            | Голи     | Стадіон            | Глядачів |
| 1  | 23 травня 1943 | Першість Стрийської спортової області | «Ватра»          | ?:?     | «Скала-2»        | невідомо | «Йордана»          | невідомо |
| 2  | 25 червня 1944 | Чемпіонат Галичини                    | «Ватра»          | 4:3     | «Скала»          | невідомо | невідомо           | невідомо |
| 3  | 1949           | Чемпіонату УРСР серед КФК             | «Нафтовик» (С)   | 3:1     | «Динамо»         | невідомо | невідомо           | невідомо |
| 4  | 1951           | Чемпіонат УРСР                        | «Нафтовик» (Д)   | 1:1     | «Колгоспник»     | невідомо | *«Каменяр» (?)     | невідомо |
| 5  | 1951           | Чемпіонат УРСР                        | «Колгоспник»     | 3:0     | «Нафтовик» (Д)   | невідомо | невідомо           | невідомо |
| 6  | 1958           | Чемпіонат Дрогобицької області        | «Спартак»        | 1:3     | «Авангард» (С)   | невідомо | *«Кранобудівник»   | невідомо |
| 7  | 1972           | Чемпіонат УРСР                        | «Долотник»       | 0:1     | «Авангард» (С)   | невідомо | «Долотник»         | невідомо |
| 8  | 1972           | Чемпіонат УРСР                        | «Авангард» (С)   | 6:0     | «Долотник»       | невідомо | невідомо           | невідомо |
| 9  | 1973           | Чемпіонат УРСР                        | «Торпедо»        | 1:1     | «Авангард» (С)   | невідомо | невідомо           | невідомо |
| 10 | 1973           | Чемпіонат УРСР                        | «Авангард» (С)   | 4:1     | «Торпедо»        | невідомо | невідомо           | невідомо |
| 11 | 1988           | Чемпіонат Львівської області          | «Авангард» (Д)   | 0:0     | «Машинобудівник» | невідомо | «Кранобудівник»(?) | невідомо |
| 12 | 1988           | Чемпіонат Львівської області          | «Машинобудівник» | 2:1     | «Авангард» (Д)   | невідомо | невідомо           | невідомо |

## Після 1991
У незалежну епоху стрийська «Скала» та дрогобицька «Галичина» стартували в Першій лізі України, але доля розвела їх по різних групах. Згодом в сезоні 1992/93 «Галичина» опустилася в класі до Другої ліги, поховавши надії на зустріч команд рамках одного турніру.
Невдовзі після першої річниці незалежності, що святкувалась всією країною, на дрогобицькому «Крановику» організували товариський матч між місцевою «Галичиною» та «Скалою». Так 30 серпня 1992 року відбувся символічний матч, який ознаменував початок нової епохи.
Символізм зустрічі полягав у тому, що фактично зустрілися дві команди-дисиденти, яким радянська влада всіма силами старалася не дати змінити назву. Якщо стрийкам не хотіли дозволити повернути історичну назву «Скала», адже вона асоціювалася з спорттовариствами націоналістичного толку, то в Дрогобичі ситуація полягала в асоціації із назвою дивізії Ваффен-СС «Галичина». Скандал навколо назви дрогобицької команди так розійшовся, що очільника Прикарпатського військового округу, який взяв клуб на фінансування, викликали до Москви для «профілактичної роботи».
У сезоні 2001/02 вже об'єднана стрийсько-комарницька команда «Скала-Газовик» заявилася у Другу лігу України, де досі виступала дрогобицька команда. Того сезону дрогобичани поступилися стрийкам тільки раз, але і це коштувало їм 10-го місця. Так «Скала-Газовик» посіла 10 місце (47 очок), а «Галичина» 11 місце (46 очок), хоча за всіма показниками була краще.
У сезоні 2002/03 – останньому для «Галичина» у професійному футболі, дрогобичани жодного разу не поступилися стрийкам, навіть відібрали у них очки на важкому домашньому матчі, перемігши 4:3. Але це не допомогло «Галичині» вирватися з нижньої частини таблиці, тож за підсумками сезону вона вилетіла і одразу після була розформована. А «Скала-Газовик» вподальшому встигне виграти Другу лігу в сезоні 2003/04, провівши два останні сезони в Першій лізі, аж поки не припинить існування в 2006 році.
100-річчя футбольного протистояння між Дрогобичем та Стриєм, яке мало відбутися у червні 2010 року, відсвяткувати не вдалося.
До 100-річчя «Скали», яке відзначали в 2011 році, друголігова моршинська «Скала» переїхала до Стрия, ніби відновивши давній клуб. Але зустрітись стрийкам та дрогобичанам в одному чемпіонаті не судилося, адже в той момент «Галичина» з перервами виступала в обласних чемпіонатах, поки моршино-стрияни в Першій-Другій лігах України.
Лише в лютому 2018 року, коли «Скала» доживала останні місяці, дрогобичани зустрілися із стрийками у рамках щорічного турніру «Меморіал Юста». Хоч матч проходив на закритому штучному полі, а на вулиці стояв мороз, це не завадило ультрасам обох команд приїхати до Довгого, щоб підтримати рідні клуби. Дрогобицькі ультраси навіть влаштували фаєр-шоу, але дрогобицькі футболісти не змогли порадувати вірних вболівальників, поступившись 2:0.
У сезоні 2021 року, коли минулорічностворена ФК «Скала-1911» піднялася в Прем'єр-лігу Львівщини, вони знову зустрілися із дрогобицькою «Галичиною». Того ж року дрогобичани поступилися стрийкам двічі, посівши 8 місце, поки стрийки взяли п'яте. Наступного року «Скала-1911» заявилась до Чемпіонату України серед аматорів, виступаючи сьогодні у Другій лізі України.

### Матчі
| №  | Дата           | Турнір                 | Господарі       | Рахунок | Гості           | Голи                             | Стадіон       | Глядачів |
| 1  | 30 серпня 1992 | товариський            | «Галичина»      | ?:?     | «Скала»         | невідомо                         | «Крановик»    | невідомо |
| 2  | 2001/02        | Друга ліга України     | «Галичина»      | 1:0     | «Скала-Газовик» | невідомо                         | «Галичина»    | невідомо |
| 3  | 2001/02        | Друга ліга України     | «Скала-Газовик» | 3:0(?)  | «Галичина»      | невідомо                         | «Сокіл»       | невідомо |
| 4  | 2002/03        | Друга ліга України     | «Скала-Газовик» | 0:0     | «Галичина»      | невідомо                         | «Сокіл»       | невідомо |
| 5  | 2002/03        | Друга ліга України     | «Галичина»      | 4:3     | «Скала-Газовик» | невідомо                         | «Галичина»    | невідомо |
| 6  | 2009           | Прем'єр-ліга Львівщини | «Скала»         | 0:1     | «Галичина»      | невідомо                         | невідомо      | невідомо |
| 7  | 2009           | Прем'єр-ліга Львівщини | «Галичина»      | +:-     | «Скала»         | невідомо                         | «Галичина»    | невідомо |
| 8  | 24 лютого 2018 | «Меморіал Юста»        | «Скала»         | 2:0     | «Галичина»      | невідомо                         | «Арена Довге» | невідомо |
| 9  | 30 травня 2021 | Прем'єр-ліга Львівщини | «Скала-1911»    | 2:0     | «Галичина»      | 28' 30' Черепущак                | «Сокіл»       | невідомо |
| 10 | 29 серпня 2021 | Прем'єр-ліга Львівщини | «Галичина»      | 1:2     | «Скала-1911»    | 40' Маланяк — 73' 83' Палучкович | «Каменяр»     | невідомо |

## Статистика
Статистика не може вважатися повною, адже значна кількість інформації про зустрічі втрачена.
| №                                   | Команда    | Місто    | Матчі | Пер-Ніч-Пор |
| ----------------------------------- | ---------- | -------- | ----- | ----------- |
| 1                                   | «Скала»    | Стрий    | 15    | 5-2-7 (+1?) |
| 2                                   | «Галичина» | Дрогобич | 9     | 4-1-3 (+1?) |
| 3                                   | «Авангард» | Стрий    | 7     | 5-2-0       |
| 4                                   | «Погонь»   | Стрий    | 6     | 2-2-2       |
| 5                                   | «Ватра»    | Дрогобич | 5     | 3-0-1 (+1?) |
| 6                                   | ТУР        | Дрогобич | 4     | 4-0-0       |
| 7                                   | «Юнак»     | Дрогобич | 4     | 2-2-0       |
| 8                                   | «Бейтар»   | Дрогобич | 3     | 0-1-2       |
| Інші команди мають 2 і менше матчів |            |          |       |             |